# اودرنیتسه
اودرنیتسه (به لاتین: Údrnice) یک منطقهٔ مسکونی در جمهوری چک است که در شهرستان ییچین واقع شده‌است.